# 对坊乡
对坊乡，是中华人民共和国江西省赣州市宁都县下辖的一个乡镇级行政单位。

## 行政区划
对坊乡下辖以下地区：
昌盛社区、对坊村、坑塘村、富丘村、营上村、石江陂村、胡屋村、东风村、半迳村、里迳村、寺背村、丘田村、葛藤村和王坑村。

## 交通
- 319国道